# Youssef Zalal
Youssef Zalal (Casablanca, 4 de setembro de 1996) é um lutador marroquino de artes marciais mistas, atualmente competindo no peso pena do Ultimate Fighting Championship.

## Carreira no MMA

### Ultimate Fighting Championship
Zalal estreou no UFC em 8 de fevereiro de 2020 contra Austin Longo no UFC 247: Jones vs. Reyes. Ele venceu por decisão unânime.
Ele enfrentou Jordan Griffin em 27 de junho de 2020 no UFC Fight Night: Poirier vs. Hooker. Ele venceu por decisão unânime.

## Cartel no MMA
| Cartel no MMA   |             |            |
| 15 lutas        | 10 vitórias | 5 derrotas |
| Por nocaute     | 2           | 0          |
| Por finalização | 5           | 0          |
| Por decisão     | 3           | 5          |

| Res.    | Cartel | Oponente        | Método                              | Evento                                     | Data       | Round | Tempo | Local                 | Notas              |
| ------- | ------ | --------------- | ----------------------------------- | ------------------------------------------ | ---------- | ----- | ----- | --------------------- | ------------------ |
| Derrota | 10-5   | Sean Woodson    | Decisão (Dívidida)                  | UFC Fight Night 189: Rozenstruik vs. Sakai | 05/06/2021 | 3     | 5:00  | Enterprise, Nevada    |                    |
| Derrota | 10-4   | Seung Woo Choi  | Decisão (unânime)                   | UFC Fight Night: Overeem vs. Volkov        | 06/02/2021 | 3     | 5:00  | Las Vegas, Nevada     |                    |
| Derrota | 10-3   | Ilia Topuria    | Decisão (unânime)                   | UFC Fight Night: Moraes vs. Sandhagen      | 10/10/2020 | 3     | 5:00  | Abu Dhabi             |                    |
| Vitória | 10-2   | Peter Barrett   | Decisão (unânime)                   | UFC Fight Night: Lewis vs. Oleinik         | 08/08/2020 | 3     | 5:00  | Las Vegas, Nevada     |                    |
| Vitória | 9-2    | Jordan Griffin  | Decisão (unânime)                   | UFC Fight Night: Poirier vs. Hooker        | 27/06/2020 | 3     | 5:00  | Las Vegas, Nevada     |                    |
| Vitória | 8-2    | Austin Lingo    | Decisão (unânime)                   | UFC 247: Jones vs. Reyes                   | 08/02/2020 | 3     | 5:00  | Houston, Texas        | Estreia no UFC.    |
| Vitória | 7-2    | Jaime Hernandez | Nocaute (joelhada voadora)          | LFA 79: Royval vs. Williams                | 22/11/2019 | 1     | 2:15  | Broomfield, Colorado  |                    |
| Derrota | 6-2    | Matt Jones      | Decisão (dividida)                  | LFA 65: Royval vs. Sanchez                 | 03/05/2019 | 3     | 5:00  | Broomfield, Colorado  |                    |
| Derrota | 6-1    | Jose Mariscal   | Decisão (unânime)                   | LFA 57: Zalal vs. Mariscal                 | 18/01/2019 | 3     | 5:00  | Broomfield, Colorado  |                    |
| Vitória | 6-0    | Steven Merrill  | Finalização (estrangulamento brabo) | LFA 56 - Hubbard vs. Mota                  | 07/12/2018 | 1     | 3:22  | Prior Lake, Minnesota |                    |
| Vitória | 5-0    | Daniel Soto     | Finalização (mata-leão)             | LFA 39: Heinisch vs. Checco                | 04/05/2018 | 2     | 1:38  | Vail, Colorado        |                    |
| Vitória | 4-0    | Joey Banks      | Finalização (chave de braço)        | Paramount MMA - Contenders                 | 16/03/2018 | 3     | 1:58  | Denver, Colorado      |                    |
| Vitória | 3-0    | Clay Wimer      | Finalização (Guilhotina)            | Mile High MMAyhem -                        | 27/10/2017 | 2     | 2:42  | Glendale, Colorado    |                    |
| Vitória | 2-0    | Maurice Salazar | Nocaute Técnico (socos)             | LFA 22: Heinisch vs. Perez                 | 08/09/2017 | 2     | 4:41  | Broomfield, Colorado  |                    |
| Vitória | 1-0    | Michael Santos  | Finalização (estrangulamento brabo) | SCL 61 - Bad Blood                         | 19/08/2017 | 3     | 1:38  | Denver, Colorado      | Estreia nos Penas. |